# NGC 7232A
NGC 7232A (другие обозначения — PGC 68329, ESO 289-3, IRAS22105-4608) — спиральная галактика с перемычкой. Находится в созвездии Журавль. Открыта 6 сентября 1834 г. Джоном Гершелем во время его поездки на мыс Доброй Надежды. Составляет пару с галактикой IC 5181 в 8,1 минуты к югу.
Галактика наблюдается с ребра и в ней заметно искривление тонкого диска. Оно вероятно вызвано гравитационным взаимодействием галактик. 
Этот объект не входит в число перечисленных в оригинальной редакции «Нового общего каталога» и был добавлен позднее.